# William Douglas, 1. Earl of March
William Douglas, 1. Earl of March († 2. September 1705) war ein schottischer Adliger.

## Leben
Er war der zweite Sohn des William Douglas, 1. Duke of Queensberry, aus dessen Ehe mit Lady Isabel Douglas (1642–1691), Tochter des William Douglas, 1. Marquess of Douglas.
Am 20. April 1697 wurden ihm die schottischen Adelstitel Earl of March, Viscount of Peebles, Lord Douglas of Neidpath, Lyne and Munard verliehen. Er wurde dadurch Mitglied des schottischen Parlaments.
Von 1702 bis 1704 amtierte er als Gouverneur von Edinburgh Castle.
Mit Ehevertrag vom 12. Oktober 1693 heiratete er Lady Jane Hay, Tochter des 1. Marquess of Tweeddale. Mit ihr hatte er drei Söhne und drei Töchter:
- William Douglas, 2. Earl of March (um 1696–1731), ⚭ Anne Hamilton, 2. Countess of Ruglen; Eltern des William Douglas, 4. Duke of Queensberry;
- Hon. John Douglas (um 1698–1732), MP, Gutsherr von Broughton in Peeblesshire;
- Hon. James Douglas († vor 1732), Gutsherr von Stow in Midlothian;
- Lady Isobel Douglas († 1780);
- Lady Mary Douglas († 1781);
- Lady Jean Douglas.